# Sushi & Coca
Sushi & Coca è un album dei Marta sui Tubi pubblicato nel 2008.

## Tracce
1. Arco e sandali – 0:47
2. Cinestetica – 3:08
3. La spesa – 2:57
4. Non lo sanno – 3:14
5. Dio come sta? – 4:21
6. Lauto ritratto – 3:39
7. L'unica cosa – 2:34
8. Dominique (canzone di gelosia) – 2:41
9. L'aria intorno – 3:47
10. Licantropo – 3:33
11. Sushi & Coca – 5:17
12. Pensieri a sonagli – 3:11

## Formazione
- Giovanni Gulino - voce
- Carmelo Pipitone - voce, chitarra
- Ivan Paolini - batteria
- Paolo Pischedda - tastiera
- Mattia Boschi - violoncello